# رهبدایمیا
رهبدایمیا یک سرده از دهان‌لانه‌ماهیان است که بومی اقیانوس هند و اقیانوس آرام است.

## گونه
در حال حاضر ۵ گونه به رسمیت شناخته شده در این سرده وجود دارد
- Rhabdamia clupeiformis M. C. W. وبر، 1909
- Rhabdamia gracilis (Bleekerهای 1856) (نورانی cardinalfish)
- Rhabdamia nigrimentum (J. L. B. Smith, 1961)
- Rhabdamia nuda (Regan, 1905)
- Rhabdamia spilota G. R. Allen & Kuiter, 1994 (اندونزی دونفره cardinalfish)